# Municipio de Eagle (condado de Brown)
El municipio de Eagle (en inglés: Eagle Township) es un municipio ubicado en el condado de Brown en el estado estadounidense de Ohio. En el año 2010 tenía una población de 1344 habitantes y una densidad poblacional de 20,31 personas por km².

## Geografía
El municipio de Eagle se encuentra ubicado en las coordenadas 38°59′11″N 83°43′31″O / 38.98639, -83.72528. Según la Oficina del Censo de los Estados Unidos, el municipio tiene una superficie total de 66.17 km², de la cual 66,17 km² corresponden a tierra firme y (0 %) 0 km² es agua.

## Demografía
Según el censo de 2010, había 1344 personas residiendo en el municipio de Eagle. La densidad de población era de 20,31 hab./km². De los 1344 habitantes, el municipio de Eagle estaba compuesto por el 97,4 % blancos, el 0,74 % eran afroamericanos, el 0,52 % eran amerindios, el 0,22 % eran asiáticos, el 0,74 % eran de otras razas y el 0,37 % eran de una mezcla de razas. Del total de la población el 0,6 % eran hispanos o latinos de cualquier raza.